# Glenea giannii
Glenea giannii là một loài bọ cánh cứng trong họ Cerambycidae.